# Edgardo Bauza
Edgardo Bauza (Granadero Baigorria, 26 gennaio 1958) è un ex calciatore e allenatore di calcio argentino, di ruolo difensore.

## Carriera

### Calciatore
Da calciatore ha giocato come difensore centrale prevalentemente nella squadra del Rosario Central e ha realizzato vari gol nel corso della sua carriera, specialmente con le Canallas rosarine (ben 80 in più di 300 presenze). Ha partecipato inoltre al campionato del mondo 1990 con l'Argentina, giungendo secondo, pur senza collezionare alcuna presenza nel torneo.

### Allenatore
Bauza cominciò la propria carriera da allenatore prendendo la guida della squadra della quale aveva vestito la maglia agli esordi e alla fine della carriera da calciatore, il Rosario Central. Rimase in carica per 3 anni, dal 1998 al 2001. Fino al 2004 allenò in Argentina (Vélez Sarsfield e Colón (SF)), poi ebbe una breve esperienza con i peruviani dello Sporting Cristal e, nel 2006, assunse la guida degli ecuadoriani dell'LDU Quito, con cui vinse il campionato nazionale e la Coppa Libertadores 2008.
Si dimise dal club di Quito dopo la sconfitta nella finale della coppa del mondo per club 2008 contro il Manchester Utd. Nel 2009 fu ingaggiato dall'Al-Nassr, club saudita, ma a dicembre tornò ad allenare la LDU Quito
Nel 2013 assunse la guida tecnica del San Lorenzo, che il 13 agosto 2014 portò, per la prima volta nella sua storia, alla conquista della Coppa Libertadores, grazie alla vittoria nella doppia sfida finale contro i paraguaiani del Nacional. Per Bauza si trattò della seconda affermazione nella competizione (eguagliato il record di Luiz Felipe Scolari, Carlos Bianchi e Paulo Autuori, che trionfarono con due diversi club), dopo il successo ottenuto nel 2008 con la LDU Quito. Vinse la Recopa Sudamericana 2010 e il campionato nazionale del 2010.
Il 17 dicembre 2015 viene nominato allenatore del San Paolo. Nel Campionato Paulista arriva all'ottavo posto e viene eliminato ai quarti di finale dei playoff per il titolo dall’Audax per 4 a 1. Nella Coppa Libertadores supera i preliminari battendo il César Vallejo e arriva fino in semifinale dove viene eliminato dall’Atlético Nacional. Il 5 agosto 2016 all’indomani della sconfitta casalinga contro l’Atlético Mineiro per 2 a 1 viene esonerato, dopo aver collezionato 6 vittorie, 5 pareggi e 7 sconfitte e con la squadra all’undicesimo posto in campionato.
Il 2 agosto 2016 viene nominato commissario tecnico della nazionale argentina in sostituzione del dimissionario Gerardo Martino. Esordisce nella vittoria per 1 a 0 contro l’Uruguay valevole per la qualificazione al campionato del mondo di Russia. L'11 aprile 2017 fu esonerato dall'incarico a seguito di risultati deludenti, con la squadra al quinto posto nel girone di qualificazione al Mondiale. Il suo bilancio da CT della nazionale argentina è di 3 vittorie, 2 pareggi e 3 sconfitte..
L'11 maggio 2017 è nominato commissario tecnico della nazionale emiratina, Esordisce nell'amichevole contro il Laos vinta per 4 a 0. Il 15 settembre a sorpresa, lascia gli Emirati e diventa il nuovo commissario tecnico dell'Arabia Saudita (già qualificata alla Coppa del mondo) in sostituzione di Bert van Marwijk. Esordisce nell'amichevole vinta per 5-2 contro la Giamaica, ma già il 22 novembre successivo, dopo aver perso due amichevoli contro Portogallo e Bulgaria, è esonerato.
Nel maggio 2018 diviene allenatore del Rosario Central, con cui vince la Coppa Argentina e ottiene la qualificazione alla Coppa Libertadores. Nel febbraio 2019 è tuttavia esonerato a causa del pessimo rendimento in campionato, con la squadra al diciottesimo posto.

### Statistiche

#### Giocatore

##### Cronologia presenze e reti in nazionale
| Cronologia completa delle presenze e delle reti in nazionale ― Argentina | Cronologia completa delle presenze e delle reti in nazionale ― Argentina | Cronologia completa delle presenze e delle reti in nazionale ― Argentina | Cronologia completa delle presenze e delle reti in nazionale ― Argentina | Cronologia completa delle presenze e delle reti in nazionale ― Argentina | Cronologia completa delle presenze e delle reti in nazionale ― Argentina | Cronologia completa delle presenze e delle reti in nazionale ― Argentina | Cronologia completa delle presenze e delle reti in nazionale ― Argentina |
| Data                                                                     | Città                                                                    | In casa                                                                  | Risultato                                                                | Ospiti                                                                   | Competizione                                                             | Reti                                                                     | Note                                                                     |
| ------------------------------------------------------------------------ | ------------------------------------------------------------------------ | ------------------------------------------------------------------------ | ------------------------------------------------------------------------ | ------------------------------------------------------------------------ | ------------------------------------------------------------------------ | ------------------------------------------------------------------------ | ------------------------------------------------------------------------ |
| 28-10-1981                                                               | Buenos Aires                                                             | Argentina                                                                | 1 – 2                                                                    | Polonia                                                                  | Amichevole                                                               | -                                                                        |                                                                          |
| 17-1-1990                                                                | Los Angeles                                                              | Argentina                                                                | 0 – 2                                                                    | Messico                                                                  | Amichevole                                                               | -                                                                        |                                                                          |
| 28-3-1990                                                                | Glasgow                                                                  | Scozia                                                                   | 1 – 0                                                                    | Argentina                                                                | Amichevole                                                               | -                                                                        |                                                                          |
| Totale                                                                   |                                                                          | Presenze                                                                 | 3                                                                        |                                                                          | Reti                                                                     | 0                                                                        |                                                                          |

#### Allenatore

##### Nazionale argentina
| Squadra   | Naz                  | dal           | al             | Record | Record | Record | Record | Record | Record | Record | Record     |
| Squadra   | Naz                  | dal           | al             | G      | V      | N      | P      | GF     | GS     | DR     | % Vittorie |
| --------- | -------------------- | ------------- | -------------- | ------ | ------ | ------ | ------ | ------ | ------ | ------ | ---------- |
| Argentina | Argentina (bandiera) | 2 agosto 2016 | 11 aprile 2017 | 8      | 3      | 2      | 3      | 9      | 10     | −1     | 37,50      |

##### Panchine da commissario tecnico della nazionale argentina[9]
| Cronologia completa delle presenze e delle reti in nazionale ― Argentina | Cronologia completa delle presenze e delle reti in nazionale ― Argentina | Cronologia completa delle presenze e delle reti in nazionale ― Argentina | Cronologia completa delle presenze e delle reti in nazionale ― Argentina | Cronologia completa delle presenze e delle reti in nazionale ― Argentina | Cronologia completa delle presenze e delle reti in nazionale ― Argentina | Cronologia completa delle presenze e delle reti in nazionale ― Argentina | Cronologia completa delle presenze e delle reti in nazionale ― Argentina |
| Data                                                                     | Città                                                                    | In casa                                                                  | Risultato                                                                | Ospiti                                                                   | Competizione                                                             | Reti                                                                     | Note                                                                     |
| ------------------------------------------------------------------------ | ------------------------------------------------------------------------ | ------------------------------------------------------------------------ | ------------------------------------------------------------------------ | ------------------------------------------------------------------------ | ------------------------------------------------------------------------ | ------------------------------------------------------------------------ | ------------------------------------------------------------------------ |
| 2-9-2016                                                                 | Mendoza                                                                  | Argentina                                                                | 1 – 0                                                                    | Uruguay                                                                  | Qual. Mondiali 2018                                                      | Lionel Messi                                                             | Cap:L.Messi                                                              |
| 6-9-2016                                                                 | Mérida                                                                   | Venezuela                                                                | 2 – 2                                                                    | Argentina                                                                | Qual. Mondiali 2018                                                      | Lucas Pratto Nicolas Otamendi                                            | Cap:J.Mascherano                                                         |
| 7-10-2016                                                                | Lima                                                                     | Perù                                                                     | 2 – 2                                                                    | Argentina                                                                | Qual. Mondiali 2018                                                      | Ramiro Funes Mori Gonzalo Higuain                                        | Cap:J.Mascherano                                                         |
| 11-10-2016                                                               | Córdoba                                                                  | Argentina                                                                | 0 – 1                                                                    | Paraguay                                                                 | Qual. Mondiali 2018                                                      | -                                                                        | Cap:J.Mascherano                                                         |
| 10-11-2016                                                               | Belo Horizonte                                                           | Brasile                                                                  | 3 – 0                                                                    | Argentina                                                                | Qual. Mondiali 2018                                                      | -                                                                        | Cap:L.Messi                                                              |
| 15-11-2016                                                               | San Juan                                                                 | Argentina                                                                | 3 – 0                                                                    | Colombia                                                                 | Qual. Mondiali 2018                                                      | Lionel Messi Lucas Pratto Angel Di Maria                                 | Cap:L.Messi                                                              |
| 24-3-2017                                                                | Buenos Aires                                                             | Argentina                                                                | 1 – 0                                                                    | Cile                                                                     | Qual. Mondiali 2018                                                      | Lionel Messi (rig.)                                                      | Cap:L.Messi                                                              |
| 28-3-2017                                                                | Belo Horizonte                                                           | Bolivia                                                                  | 2 – 0                                                                    | Argentina                                                                | Qual. Mondiali 2018                                                      | -                                                                        | Cap: E.Banega                                                            |
| Totale                                                                   |                                                                          | Presenze                                                                 | 8                                                                        |                                                                          | Reti                                                                     | 9                                                                        |                                                                          |

##### Nazionale emiratina
| Squadra             | Naz                            | dal            | al                | Record | Record | Record | Record | Record | Record | Record | Record     |
| Squadra             | Naz                            | dal            | al                | G      | V      | N      | P      | GF     | GS     | DR     | % Vittorie |
| ------------------- | ------------------------------ | -------------- | ----------------- | ------ | ------ | ------ | ------ | ------ | ------ | ------ | ---------- |
| Emirati Arabi Uniti | Emirati Arabi Uniti (bandiera) | 11 maggio 2017 | 15 settembre 2017 | 4      | 2      | 1      | 1      | 7      | 3      | +4     | 50,00      |

##### Panchine da commissario tecnico della nazionale emiratina
| Cronologia completa delle presenze e delle reti in nazionale ― Emirati Arabi Uniti | Cronologia completa delle presenze e delle reti in nazionale ― Emirati Arabi Uniti | Cronologia completa delle presenze e delle reti in nazionale ― Emirati Arabi Uniti | Cronologia completa delle presenze e delle reti in nazionale ― Emirati Arabi Uniti | Cronologia completa delle presenze e delle reti in nazionale ― Emirati Arabi Uniti | Cronologia completa delle presenze e delle reti in nazionale ― Emirati Arabi Uniti | Cronologia completa delle presenze e delle reti in nazionale ― Emirati Arabi Uniti | Cronologia completa delle presenze e delle reti in nazionale ― Emirati Arabi Uniti |
| Data                                                                               | Città                                                                              | In casa                                                                            | Risultato                                                                          | Ospiti                                                                             | Competizione                                                                       | Reti                                                                               | Note                                                                               |
| ---------------------------------------------------------------------------------- | ---------------------------------------------------------------------------------- | ---------------------------------------------------------------------------------- | ---------------------------------------------------------------------------------- | ---------------------------------------------------------------------------------- | ---------------------------------------------------------------------------------- | ---------------------------------------------------------------------------------- | ---------------------------------------------------------------------------------- |
| 7-6-2017                                                                           | Abu Dhabi                                                                          | Emirati Arabi Uniti                                                                | 4 – 0                                                                              | Laos                                                                               | Amichevole                                                                         | 2 Ali Mabkhout Ahmed Khalil Tareq Ahmed                                            | Cap: M.Nasser                                                                      |
| 13-6-2017                                                                          | Bangkok                                                                            | Thailandia                                                                         | 1 – 1                                                                              | Emirati Arabi Uniti                                                                | Qual. Mondiali 2018                                                                | Ali Mabkhout                                                                       | Cap: M.Nasser                                                                      |
| 29-8-2017                                                                          | Al Ain                                                                             | Emirati Arabi Uniti                                                                | 2 – 1                                                                              | Arabia Saudita                                                                     | Qual. Mondiali 2018                                                                | Ali Mabkhout Ahmed Khalil                                                          | Cap: I.Matar                                                                       |
| 5-9-2017                                                                           | Amman                                                                              | Iraq                                                                               | 1 – 0                                                                              | Emirati Arabi Uniti                                                                | Qual. Mondiali 2018                                                                | -                                                                                  | Cap: I.Matar                                                                       |
| Totale                                                                             |                                                                                    | Presenze                                                                           | 4                                                                                  |                                                                                    | Reti                                                                               | 7                                                                                  |                                                                                    |

##### Nazionale saudita
| Squadra        | Naz                       | dal               | al               | Record | Record | Record | Record | Record | Record | Record | Record     |
| Squadra        | Naz                       | dal               | al               | G      | V      | N      | P      | GF     | GS     | DR     | % Vittorie |
| -------------- | ------------------------- | ----------------- | ---------------- | ------ | ------ | ------ | ------ | ------ | ------ | ------ | ---------- |
| Arabia Saudita | Arabia Saudita (bandiera) | 15 settembre 2017 | 22 novembre 2017 | 5      | 2      | 0      | 3      | 7      | 9      | −2     | 40,00      |

##### Panchine da commissario tecnico della nazionale saudita
| Cronologia completa delle presenze e delle reti in nazionale ― Arabia Saudita | Cronologia completa delle presenze e delle reti in nazionale ― Arabia Saudita | Cronologia completa delle presenze e delle reti in nazionale ― Arabia Saudita | Cronologia completa delle presenze e delle reti in nazionale ― Arabia Saudita | Cronologia completa delle presenze e delle reti in nazionale ― Arabia Saudita | Cronologia completa delle presenze e delle reti in nazionale ― Arabia Saudita | Cronologia completa delle presenze e delle reti in nazionale ― Arabia Saudita              | Cronologia completa delle presenze e delle reti in nazionale ― Arabia Saudita |
| Data                                                                          | Città                                                                         | In casa                                                                       | Risultato                                                                     | Ospiti                                                                        | Competizione                                                                  | Reti                                                                                       | Note                                                                          |
| ----------------------------------------------------------------------------- | ----------------------------------------------------------------------------- | ----------------------------------------------------------------------------- | ----------------------------------------------------------------------------- | ----------------------------------------------------------------------------- | ----------------------------------------------------------------------------- | ------------------------------------------------------------------------------------------ | ----------------------------------------------------------------------------- |
| 7-10-2017                                                                     | Jeddah                                                                        | Arabia Saudita                                                                | 5 – 2                                                                         | Giamaica                                                                      | Amichevole                                                                    | Salem Al-Dawsari Hazaa Al-Hazaa Salman Al-Faraj (rig.) Mohammed Al-Breik Abdullah Al-Jouei | Cap: O.Hawsawi                                                                |
| 10-10-2017                                                                    | Jeddah                                                                        | Arabia Saudita                                                                | 0 – 3                                                                         | Ghana                                                                         | Amichevole                                                                    | -                                                                                          | Cap: O.Hawsawi                                                                |
| 7-11-2017                                                                     | Lisbona                                                                       | Lettonia                                                                      | 0 – 2                                                                         | Arabia Saudita                                                                | Amichevole                                                                    | Ali Al-Zaqan Mukhtar Fallatah                                                              | Cap: O.Hawsawi                                                                |
| 10-11-2017                                                                    | Viseu                                                                         | Portogallo                                                                    | 3 – 0                                                                         | Arabia Saudita                                                                | Amichevole                                                                    | -                                                                                          | Cap: O.Hawsawi                                                                |
| 13-11-2017                                                                    | Lisbona                                                                       | Bulgaria                                                                      | 1 – 0                                                                         | Arabia Saudita                                                                | Amichevole                                                                    | -                                                                                          |                                                                               |
| Totale                                                                        |                                                                               | Presenze                                                                      | 5                                                                             |                                                                               | Reti                                                                          | 7                                                                                          |                                                                               |

## Palmarès

### Giocatore

#### Club

##### Competizioni nazionali
- Campionato argentino: 2

Rosario Central: 1980, 1986-1987.

### Allenatore

#### Club

##### Competizioni nazionali
- Campionato peruviano: 1

Sporting Cristal: Clausura 2004
- Campionato ecuadoriano: 2

LDU Quito: 2007, 2010
- Copa Argentina: 1

Rosario Central: 2017-2018

##### Competizioni internazionali
- Coppa Libertadores: 2

LDU Quito: 2008
San Lorenzo: 2014
- Recopa Sudamericana: 1

LDU Quito: 2010

#### Individuale
- Allenatore sudamericano dell'anno: 1

2008